# Physics World
Physics World (angleško Svet fizike) je znanstvena revija Fizikalnega inštituta (IoP). Izhaja mesečno v mednarodnem merilu in pokriva vsa področja fizike, tako čiste in uporabne. Večinoma je namenjena fizikom po svetu - raziskovalcem, zaposlenim v industriji ali poučevalcem.
Revijo je leta 1988 ustanovila založba IOP Publishing Ltd pod ustanovnim uredništvom Philipa Campbella. Velja za eno vodilnih revij s področja fizike. Brezplačno jo prejemajo vsi člani Inštituta. Člani imajo tudi možnost dostopa do digitalne različice revije. Nekateri članki so prosto dostopni na spletu. Revijo so septembra 2005 prenovili, njena naklada pa je od tedaj 35.000.
Trenutni urednik revije je Matin Durrani. Člani uredništva so: Dens Milne (dopisni urednik), Michael Banks (urednik novic), Louise Mayor (urednica posebnosti) in Margaret Harris (recenzije in razvojna urednica). Hamish Johnston je urednik uradne spletne strani revije physicsworld.com, James Dacey pa je njen poročevalec.